# Вэй Шихао
Вэй Шихао (кит. 韦世豪, пиньинь Wěi Shìháo; 9 апреля 1995, Аньхой, Бэнбу) — китайский футболист, нападающий клуба «Гуанчжоу Эвергранд» и национальной сборной Китая.

## Клубная карьера
Вэй начинал свою карьеру в академии клуба «Шаньдун Лунэн». Он считался одним из самых перспективных футболистов страны, поэтому его переезд за границу оказался делом времени — в 2013 году форварда арендовала «Боавишта». В июне 2014 Вэй был переведён в первую команду. Он дебютировал за «Боавишту» 14 сентября 2014 года в матче против «Академики». В том сезоне он появлялся на поле ещё в двух матчах первенства страны.

## Карьера в сборной
Вэй выступал за юношескую и молодёжные сборные Китая различных возрастов, отличался высокой результативностью. 9 декабря 2017 года дебютировал за первую команду в матче против национальной сборной Южной Кореи в рамках Кубка Восточной Азии по футболу, в котором была зафиксирована ничья 2—2, а игрок забил один мяч.

## Достижения
«Бэйцзин Гоань»
- Обладатель Кубка КФА: 2018